# Bogusława Schubert
Bogusława Schubert (ur. 1953) – polska aktorka filmowa i teatralna, najbardziej znana ze współpracy z Agnieszką Holland. 
Przez rok studiowała w warszawskiej PWST, skąd została usunięta. Następnie pracowała krótko w Teatrze Żydowskim w Warszawie, po czym wyjechała na 18 lat do Francji, gdzie ukończyła szkołę teatralną i występowała m.in. w Theatre National De Chaillot. Była autorką francuskiego przekładu Ślubu Witolda Gombrowicza, przygotowanego na potrzeby jednej z inscenizacji tego teatru. We Francji poznała również Agnieszkę Holland, z którą wielokrotnie później współpracowała. Obie panie zaprzyjaźniły się także prywatnie.
Po powrocie do kraju występowała od 2002 w Sopocie (Teatr Atelier), w 2004 w Gorzowie Wielkopolskim (Teatr im. Osterwy) i od 2005 w Warszawie (Teatr Nowy Praga, TR Warszawa, Teatr „Polonia”). Najbardziej znana jest z emitowanego jesienią 2007 na antenie Polsatu serialu Ekipa, gdzie wcieliła się w postać fikcyjnej marszałek Sejmu Krystyny Sochaczewskiej. 
Od 2023 wystawia napisany przez siebie monodram "Voyage, voyage", grając go każdorazowo tylko dla 10 osób przy stole u siebie w domu. 

## Wybrane role filmowe i telewizyjne
- 1988 – Zabić księdza
- 1990 – Europa, Europa
- 1991 – Obca siła (jako Krystyna)
- 1991 – Podwójne życie Weroniki
- 1991-1995 – Odjazd (jako macocha Mirka)
- 2002 – Julia wraca do domu (jako Bogusia)
- 2007 – Ekipa (jako Krystyna Sochaczewska)
- 2008 – Pitbull (jako sędzia)
- 2008 – Trzeci oficer (jako Konecka)
- 2009 – Blondynka (jako dziwaczka z pieskiem w przychodni, odc. 1)
- 2009 – Przystań (jako Katarzyna Kuśmierczyk, pracownica domu dziecka, odc. 10)